# 宇宙条約
月その他の天体を含む宇宙空間の探査及び利用における国家活動を律する原則に関する条約（つきそのたのてんたいをふくむうちゅうくうかんのたんさおよびりようにおけるこっかかつどうをりっするげんそくにかんするじょうやく）は、国際的な宇宙法の基礎となった条約。
1966年12月19日に採択された第21会期国連総会決議2222号で、1967年10月10日に発効した。宇宙空間における探査と利用の自由、領有の禁止、宇宙平和利用の原則、国家への責任集中原則などが定められている。通称は宇宙条約だが、宇宙憲章や地球外条約と呼ばれることもある。

## 主な内容

### 宇宙空間の探査・利用の自由
第1条で規定されている。天体を含む宇宙空間の探査および利用は「すべての国の利益のために」「国際法に従って」全人類が自由に行うことができる。

### 領有の禁止
第2条で規定。天体を含む宇宙空間に対しては、いずれの国家も領有権を主張することはできない。

### 平和利用の原則
第4条で規定。核兵器など大量破壊兵器を運ぶ物体（ミサイル衛星等）を地球を回る軌道に乗せたり、宇宙空間に配備してはならない。
また、月その他の天体はもっぱら平和目的のために利用され、軍事利用は一切禁止される。

### 国家への責任集中原則
第6条、7条で規定。宇宙活動を行うのが政府機関か非政府団体かに関わらず、自国によって行われる活動については国家が国際的責任を負う。打ち上げられた宇宙物体が他国に損害を与えた場合、打ち上げ国には無限の無過失責任が発生する。

## 採択・発効

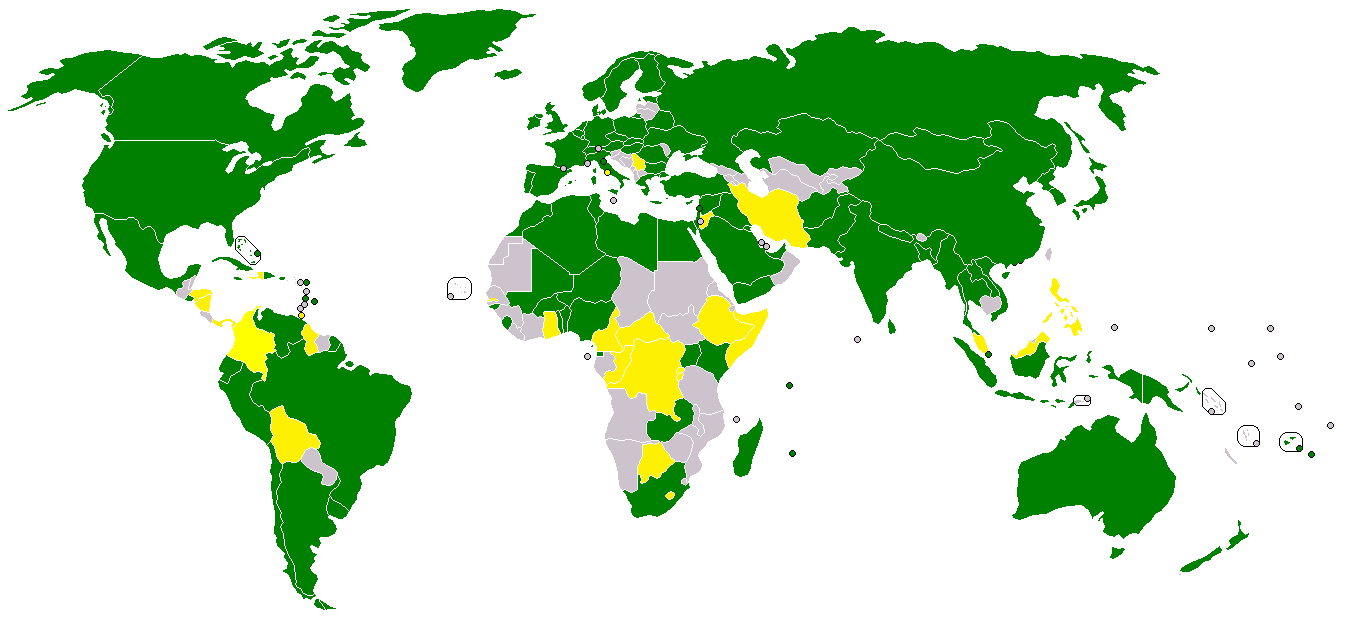
批准
署名のみ

### 年表
- 1966年12月19日 - 国連総会決議2222号として採択
- 1967年1月27日 - 署名のため開放
- 1967年10月10日 - 効力発生

## 締約国
2025年5月23日現在での批准・署名状況は次の通り。
- 署名 - 26か国
- 批准 - 117か国

### 署名国
（アルファベット順）
- ボリビア
- ボツワナ
- ブルンジ

- カメルーン
- 中央アフリカ
- コロンビア
- コンゴ民主共和国
- エチオピア
- ガーナ

- ガンビア
- ガイアナ
- ハイチ
- バチカン
- ホンジュラス
- イラン
- ヨルダン
- レソト
- マレーシア

- 北マケドニア
- ニカラグア
- パナマ
- フィリピン
- ルワンダ
- セルビア
- ソマリア
- トリニダード・トバゴ

（計26か国）

### 批准国
（アルファベット順）
- アフガニスタン
- アルジェリア
- アンティグア・バーブーダ
- アルゼンチン
- オーストラリア
- オーストリア
- バハマ
- バルバドス
- バングラデシュ
- ベラルーシ
- ベルギー
- ベナン
- ブルキナファソ
- ブラジル
- ブルガリア
- カナダ
- チリ
- 中国
- キューバ
- キプロス
- チェコ
- デンマーク
- ドミニカ共和国
- 北朝鮮
- エクアドル
- エジプト
- エルサルバドル
- 赤道ギニア
- エストニア
- フィジー
- フィンランド
- フランス
- ドイツ
- ギリシャ

- ギニアビサウ
- ハンガリー
- アイスランド
- インド
- インドネシア
- イラク
- アイルランド
- イスラエル
- イタリア
- ジャマイカ
- 日本
- カザフスタン
- ケニア
- クウェート
- ラオス
- レバノン
- リビア
- ルクセンブルク
- マダガスカル
- マリ
- モーリシャス
- メキシコ
- モンゴル
- モロッコ
- ミャンマー
- ネパール
- オランダ
- ニュージーランド
- ニジェール
- ナイジェリア
- ノルウェー
- パキスタン
- パプアニューギニア
- ペルー

- ポーランド
- ポルトガル
- 韓国
- ルーマニア
- ロシア
- セントビンセント・グレナディーン
- サンマリノ
- サウジアラビア
- セーシェル
- シエラレオネ
- シンガポール
- スロバキア
- 南アフリカ共和国
- スペイン
- スリランカ
- スウェーデン
- スイス
- シリア
- タイ
- トーゴ
- トンガ
- チュニジア
- トルコ
- ウガンダ
- ウクライナ
- アラブ首長国連邦
- イギリス
- アメリカ合衆国
- ウルグアイ
- ベネズエラ
- ベトナム
- イエメン
- ザンビア

（計101か国）

## 問題点

### 宇宙空間の法的地位
宇宙条約は宇宙空間に特別の地位を与えたものであるが、一方で地球における空域においては各国が領空主権を持つ。そのため空域と宇宙空間との境界が問題となっているが、これについて明確には定められていない。境界の確定方法をめぐっては学説が対立しているが、境界の確定は不要であるとする論もある。
軌道エレベーターや極超音速スカイフック等の巨大構造物は航空機の使用可能な領空を侵犯する恐れがある。

### 平和利用原則の不備
天体における軍事利用は明確に禁止されている一方、その他の宇宙空間における軍事利用については条約ではほぼ触れられていないに等しい。大量破壊兵器についても、第4条にて「地球を回る軌道に乗せないこと、宇宙空間に配備しないこと」となっているため、宇宙空間に到達するものの軌道にのらない大陸間弾道ミサイルや周回前に減速して軌道を外れる部分軌道爆撃システムについては、条約の対象外となっている。これらの理由から、宇宙空間の軍事利用は、通常兵器の範囲で"非侵略"という目的であれば、禁止されていないとする解釈が一般的である（なお、日本国政府の様に"非軍事"という独自の解釈を行っていた国家もある）。

### 天体の軍事利用原則の不備
類似の南極条約とは異なり「軍事的性質の措置」の禁止が明文化されていないため、「平和的目的」であり条約にて明示的に禁止されていない範囲であれば可能であるという解釈が存在する。

### 天体の領有禁止の問題
国家の領有のみを禁止しているなど、曖昧な部分がある。通常、所有権は法令の範囲内において効力がある権利と解される為、国家の領有が禁止されている以上、私人の所有においても同様に禁止されると考えられるが、それを否定する考えも存在する。この問題を解消するために1979年の月協定（月その他の天体における国家活動を律する協定）では天体の領有、天体における天然資源の所有が私人を含めて一切禁止された。しかし月協定については批准・署名国がきわめて少数にとどまっており、実際に後にアメリカで成立した2015年宇宙法では、この抜け穴を突く形で個人や法人による資源の所有が認められている。

### 打ち上げ国責任の問題
現代では企業による宇宙開発も行われており、その失敗による損害責任を誰が負うかという問題。この条約の発効当時、宇宙開発は国が行うもので、企業によっては行われていなかったため、「責任は打ち上げた国にある」とされている。

### 宇宙空間の物体に対する攻撃
衛星攻撃兵器などに対してなんの制限も課されていない。この手の兵器が大量のスペースデブリを撒き散らすことは過去の実証実験で証明されており、万が一実戦使用されればケスラーシンドロームのような深刻な事態を引き起こしかねない。
大量のデブリを発生させる衛星攻撃を行うと環境改変技術敵対的使用禁止条約に抵触する恐れがあるがこの条約は「宇宙空間の構造、組成又は運動に変更を加える技術」の敵対的使用を禁じるもので実証実験や開発、配備等軍拡競争については全く抑止出来なかった。

## 新制度案
近年宇宙利用の多様化・増加、活動国の増加、さらには民間企業の参入等状況が大きく変化しつつあり、新しいルール作りの試みが活発化している。
2008年、中露は宇宙空間のあらゆる兵器配備を禁止する条約案をジュネーブ軍縮会議で提案、一方西側は地上から宇宙への攻撃についても禁止するべき等意見が割れた。2018年には議論のための補助機関が設置された。
2019年6月、国連宇宙空間平和利用委員会（COPUOS）において，9年間にわたる議論を経て「宇宙活動の長期的持続可能性ガイドライン」が採択されている。2021年現在新条約の策定にはまだ様々な議論が続いている。